# 가평천
가평천(加平川)은 대한민국 경기도 가평군 북면과 가평읍을 가로지르는 북한강의 지류로, 총 길이는 34.8km이다. 지류로 백둔천, 화악천, 명지천 등을 가지고 있으며, 상류에는 다양한 폭포와 유원지가 있다. 가평천과 북한강이 만나는 지점에 초연대가 있으며, 연인산이나 명지산, 화악산에서 내려온 물줄기가 가평천과 합류한다. 6.25 전쟁 당시에는 가평 전투의 주요 전장이었다. 가평과 화천군을 잇는 75번 국도가 가평천을 따라 길이 나 있다. 